# Salvins bonte buizerd
Salvins bonte buizerd (Pseudastur occidentalis, synoniem: Leucopternis occidentalis) is een roofvogel uit de familie van de havikachtigen (Accipitridae). De Nederlandse naam verwijst naar de Engelse zoöloog Osbert Salvin die deze soort in 1876 heeft beschreven. Het is een bedreigde vogelsoort uit  Ecuador en Peru.

## Kenmerken
De vogel is 45 tot 48 cm lang. Het is een middelgrote roofvogel met een donkere, bijna zwarte mantel en vleugels. De kop en nek zijn wit gestreept. De staart is wit met een brede, zwarte eindband. De vogel is van onder geheel wit, de poten zijn geel.

## Verspreiding en leefgebied
Deze soort komt voor in westelijk Ecuador en noordwestelijk Peru. Het leefgebied bestaat uit loofbossen meestal tussen de 100 en 1400 m boven zeeniveau.

## Status
Salvins bonte buizerd heeft een beperkt verspreidingsgebied en daardoor is de kans op uitsterven aanwezig. De grootte van de populatie werd in 2012 door BirdLife International geschat op 350 tot 1500 individuen en de populatie-aantallen nemen af door habitatverlies. Het leefgebied wordt aangetast door ontbossing waarbij natuurlijk bos wordt omgezet in gebied voor agrarisch gebruik. Verder is er jacht op de vogel en worden de overgebleven bossen overbegraasd door geiten en rundvee. Om deze redenen staat deze soort als bedreigd op de Rode Lijst van de IUCN.